# バスケットボールタイ王国代表
バスケットボールタイ王国代表(Thailand national basketball team)は、タイバスケットボール連盟によって国際大会に派遣されるバスケットボールのナショナルチームである。
メルボルンで五輪を経験しており、また、1966年に自国開催で行われたアジア大会では銀メダルを獲得した。

## 主な国際大会成績
- 夏季オリンピック
  - 1956年：15位
- 世界選手権
  - 出場なし
- アジア選手権
  - 4位：1963年, 1965年
- アジア大会
  - 2位：1966年

## 主な選手
- ラデック・クルアティワ